# Metzgeria simplex
Metzgeria simplex là một loài Rêu trong họ Metzgeriaceae. Loài này được Lorb. ex K. Müller mô tả khoa học đầu tiên năm 1941.